# 밀꽃애기버섯

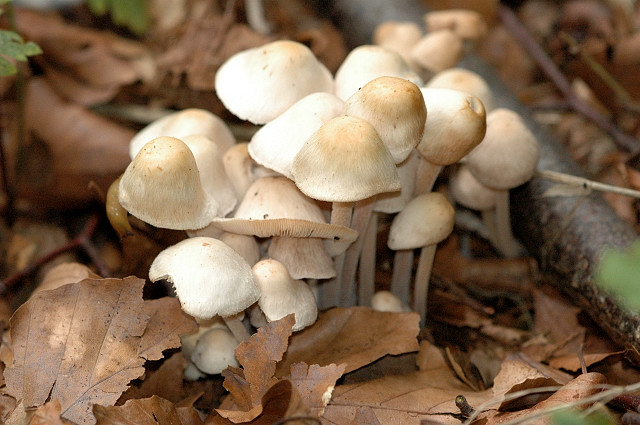

밀버섯은 식용이며 주름버섯목 송이과 버섯이다.

## 특징
갓 크기는 8-28mm로 초기에는 반반구형이고 끝은 안쪽으로 굽어 있으나, 성장하면 편평하게 되며 종종 끝이 위로 반전되고, 중앙부위는 배꼽모양으로 들어가거나 돌출되는 경우도 있다. 표면은 평활하며 적갈색으로 다소 주름져 있고, 후에 옅은 황갈색-옅은 회분홍색 드물게는 거의 백색으로 퇴색되며, 중앙부위는 암색으로 남아 있다. 조직은 앏고 탄력성이 있으며 유백색-옅은 황색을 띠고, 맛과 향기는 부드럽거나 불분명하다. 주름살은 대에 끝붙은 주름살-완전붙은 주름살이며 좁고 빽빽하거나 약간 빽빽하며, 분홍황색-분홍황갈색을 띠나 성장하면 옅은 황색을 띠고, 주름살 끝은 평활하거나 약간 분질상이다. 대는 원통형이며 상하 굵기가 비슷하고, 종종 편압되어 있다. 표면은 건성이고 옅은 황갈색, 분홍황색을 띠며, 전면에 미세한 털이 밀포되어 있고 기부에는 백색의 균사모가 있다. 성장하면 점차 속이 빈다.

## 발생시기
여름-가을에 혼합림 내 낙엽 위에 군생-속생한다.

## 분포
한국(전국적), 일본, 동아시아, 유라시아, 유럽 북미, 아프리카에 분포한다.